# Fluvi

Fluvi e alcuni Posis

Fluvi è la mascotte dell'Expo 2008 di Saragozza, ed è stata disegnata dal catalano Sergi López. Rappresenta una creatura d'acqua dal corpo gelatinoso e translucido, e fa parte di un gruppo di altre piccole creature chiamate Posis (il nome rende l'idea di esseri positivi, portatori di nutrimento e di vita).
Durante la Expo è accompagnato da un altro Posis, Po, in contrapposizione con personaggi negativi chiamati Negas che, pur essendo sempre creature d'acqua, sono esseri che personificano lo sporco e l'inquinamento delle acque (il nome riflette questo antagonismo con i Posis).
La scelta della mascotte, è stata effettuata fra 140 proposte.